# Marest
Marest ist eine französische Gemeinde mit 280 Einwohnern (Stand 1. Januar 2022) im Arrondissement Arras des Départements Pas-de-Calais. Sie liegt im Kanton Saint-Pol-sur-Ternoise und ist Mitglied des Kommunalverbandes Ternois.
| Pressy | Pernes  |                    |
|        | Kompass | Camblain-Châtelain |
|        | Bours   |                    |

## Sehenswürdigkeiten

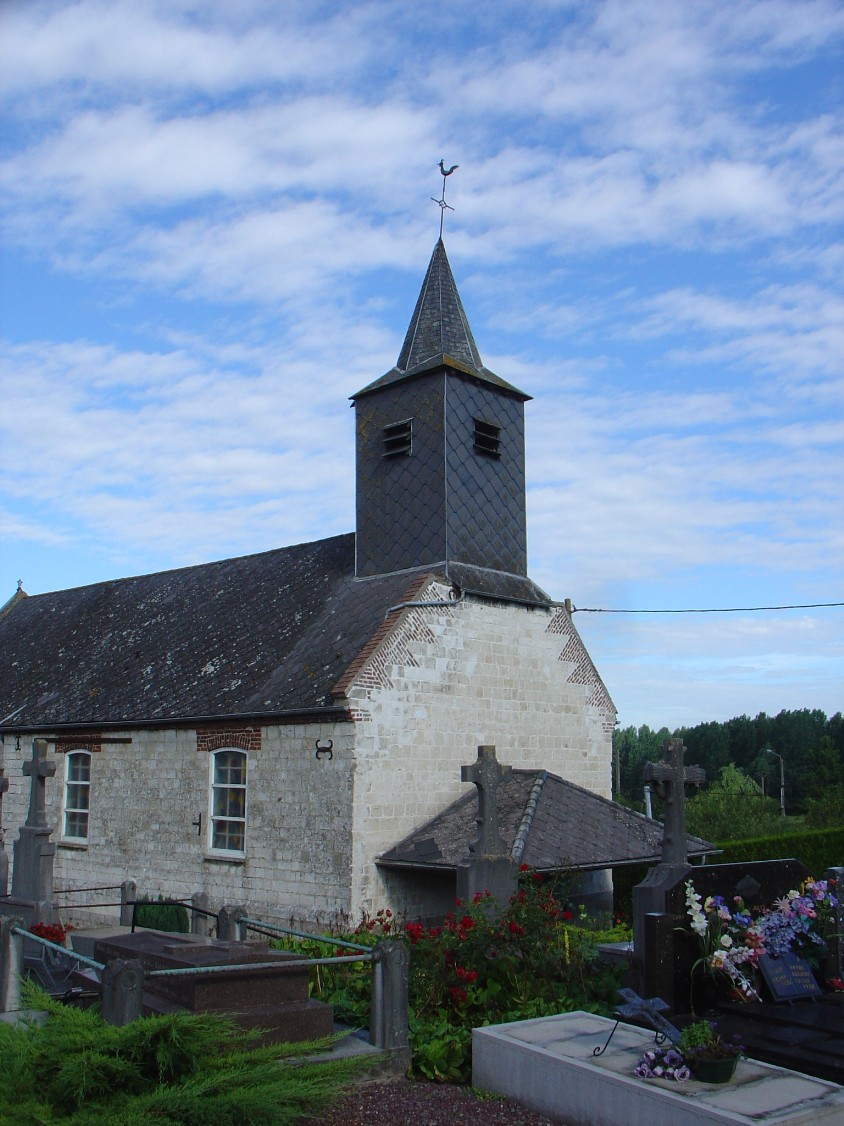
Kirche Saint-Vaast